# Centrum (Meppel)
Het Centrum is een wijk in de gemeente Meppel. De wijk beslaat de volledige binnenstad en bevat ook het kleine Vinex-wijkje Het Vledder en de wijken Het Meugien en Oud-Zuid. De Meppeler binnenstad is vooral bekend door de historische grachten en grachtenpanden.

## Vervoer
Ten oosten van de wijk ligt station Meppel, hier bevindt zich het busstation waar alle lijnen van, naar en via Meppel stoppen. De wijk heeft via de Ir. C. F. Bekinkbaan aansluiting op de autosnelweg A32.